# Sistemizacija delovnih mest
Sistemizacija delovnih mest je po določilih zakona o delovnih razmerjih   obvezen splošni organizacijski interni akt za vsakega delodajalca, ki ima zaposlenih več kot 10 delavcev. Akt o sistemizaciji delovnih mest je pogosto poimenovan kot Pravilnik o sistemizaciji delovnih mest. Določa notranjo organizacijo dela  podjetja, vključno z delovnimi mesti in njihovimi opisi, ki opredeljujejo delovne naloge, zahtevnost dela, zahteve, pogoje za opravljanje dela na posameznem delovnem mestu in odgovornosti posameznika na določenem delovnem mestu.    Sistemizacija delovnih mest je torej rezultat delitve dela, ki upošteva organizacijske načela delitve dela ter pogoje dela. Nuditi mora vse elemente, ki so potrebni za urejanje delitve dela, vodenje kadrovskih procesov in urejanje sistema plač. Osnova za sistemiziranje dela so delovne naloge, vezane na delovna mesta ali delovna področja. Sistemizacija delovnih mest mora biti predstavljena jasno, razumljivo, natančno in dosledno. 

## Pomen in vloga
Sistemizacija delovnih mest je vsestranski dokument, ki ima v različnih organizacijah različen pomen. Dobra sistemizacija omogoča učinkovito selekcijo kadrov, saj služi kot podlaga za izbor najustreznejših kadrov. Ustrezna opredelitev zahtev, ki jih mora dosegati delavec na določenem delovnem mestu nam namreč omogoča, da bolj zanesljivo izberemo ljudi, ki bodo določeno delo opravljali kar najbolj učinkovito. Dobra sistemizacija delovnih mest omogoča tudi načrtovanje usposabljanja, napredovanja, notranjo prerazporeditev ter izgradnjo in načrtovanje posameznikove kariere  in tudi doseganje poslovnih rezultatov.  Služi za boljše poznavanje organizacije in njenega poslovanja. Omogoča načrtovanje, organiziranje in delitev dela, ugotavljanje zahtevnosti dela, ki služi kot osnova za določanje plač, vsestranski razvoj in napredovanje zaposlenih ter sklepanje pogodb o zaposlitvi in določanje ter razmejevanje odgovornosti in pristojnosti.  Nudi tudi osnovo za pripravo ustreznih kriterijev za nagrajevanje ter motiviranje zaposlenih.   Sistemizacija delovnih mest teži k nadaljnjemu razvoju organiziranosti dela , se občasno tudi spreminja in nadgrajuje glede na potrebe in spremembe na trgu dela  trgu dela. 

## Posledice pomanjkljive sistemizacije
- Nepravilna razdelitev dela
- Slabo kadrovanje
- Osiromašen razvoj kadrov
- Ogroženo varstvo in zdravje pri delu
- Neobjektivno vrednotenje dela
- Slabi medosebni odnosi
- Slabo vodenje dela
- Nezanesljiv razvoj sistema dela [8]

## Zakonski predpisi, ki urejajo sistemizacijo delovnih mest
Sistemizacija delovnih mest je po določilih zakona o delovnih razmerjih  obvezen splošni organizacijski interni akt za delodajalca, ki ima več kot 10 zaposlenih.
Deli zakona o delovnih razmerjih (Uradni list RS, št. 42/02), kjer je omenjena sistemizacija dela: 
- 1. točka 8. člena določa: »Predloge splošnih aktov delodajalca, s katerimi delodajalec določa organizacijo dela ali določa obveznosti, ki jih morajo delavci poznati zaradi izpolnjevanja pogodbenih in drugih obveznosti, mora delodajalec pred sprejemom posredovati v mnenje sindikatom pri delodajalcu.«
- 2. točka 20. Člena določa: »Delodajalec je dolžan s splošnim aktom določiti pogoje za opravljanje dela na posameznem delovnem mestu. Obveznost iz prejšnjega stavka ne velja za manjše delodajalce.«
- 1. odstavek 23. člena določa: »Delodajalec, ki zaposluje nove delavce, mora prosta delovna mesta javno objaviti. Objava prostega delovnega mesta mora vsebovati pogoje za opravljanje dela in rok za prijavo, ki ne sme biti krajši od osmih dni.«
- 3. alineja 1. točke 29. člena določa: »Pogodba o zaposlitvi mora vsebovati: naziv delovnega mesta oziroma podatke o vrsti dela, za katerega delavec sklepa pogodbo o zaposlitvi, s kratkim opisom dela, ki ga mora opravljati po pogodbi o zaposlitvi.«

Če delodajalec ne izpolni te svoje obveznosti, je lahko kaznovan z globo. Zakon naziva »sistemizacija delovnih mest« ne uporablja neposredno, zato ni nujno, da se akt tako imenuje. Delodajalec sprejme akt o sistemizaciji delovnih mest enostransko, pred sprejetjem pa ga je zavezan posredovati sindikatom pri delodajalcu, ki morajo dati mnenje v roku osmih dni. Delodajalec mora mnenje sindikata pred sprejetjem splošnih aktov obravnavati in se do njega opredeliti, ni pa ga dolžan upoštevati. Pri sprejemanju akta o sistemizaciji delovnih mest ima vlogo tudi svet delavcev, saj zakon o sodelovanju delavcev pri upravljanju predvideva skupno posvetovanje med delavci in delodajalcem vsaj 15 dni pred sprejetjem odločitve. 

## Načela priprave sistemizacije delovnih mest
Pri pripravi sistemizacije delovnih mest moramo upoštevati naslednja načela: 
- Delovna mesta morajo odražati dejansko stanje v podjetju.
- Delovna mesta naj bodo zaradi večje funkcionalne fleksibilnosti opredeljena širše.
- Vodilo razlikovanja med delovnimi mesti naj bo vsebina, zahtevnost in odgovornost dela, ne razlike v plači.
- Predlog delovnih mest naj upošteva trende razvoja v prihodnosti.
- Delovna mesta naj bodo jasno opredeljena. [6]

## Izhodišča za izdelavo sistemizacije delovnih mest
Akt o sistemizaciji mora biti pripravljen v skladu z veljavno zakonodajo, pri oblikovanju sistemizacije delovnih mest pa se ne opiramo zgolj na zakonsko obvezne sestavine, temveč vsebino prilagodimo priporočilom stroke in jo oblikujemo tako, da bo za podjetje koristna. Pri tem upoštevamo različne namene in vidike akta, na primer organizacijski vidik, vidik vodenja kadrovskih procesov, motivacijski vidik, vidik varovanja zdravja, varnosti pri delu in podobno.    Izdelavo sistemizacije delovnih mest moramo prilagajati konkretnim situacijam, potrebam in namenom. Sistemizacijo delovnih mest jemljemo kot delovni pripomoček, ki ga moramo za čim večjo učinkovitost nenehno optimizirati glede na potrebe. 

## Sestavni deli sistemizacije delovnih mest
Sistemizacija delovnih mest mora vsebovati: 
- Naziv posameznega delovnega mesta oziroma podatke o vrsti dela
- Opis delovnih mest
- Pogoje za opravljanje dela na posameznem delovnem mestu.

Opis delovnega mesta v splošnem sestavljajo:
- Podatki za identifikacijo delovnega mesta (organizacijska enota, naziv delovnega mesta, šifra delovnega mesta)
- Organizacijsko-tehnični podatki o delovnem mestu (opis delovnih nalog, namen delovnega mesta, strokovna, materialna in organizacijska odgovornost, sredstva in predmeti dela, delovni pogoji, posebne obremenitve, varstvo pri delu)
- Kadrovski podatki o delovnem mestu (vrsta in stopnja strokovne izobrazbe, zahtevana funkcionalna oziroma dopolnilna znanja, delovne izkušnje, telesne dejavnosti, ki jih zahteva delo, osebnostne značilnosti)

## Metodologija in postopek izdelave
Izdelava sistemizacije delovnih mest pri različnih organizacijah ni enoten proces, temveč se razlikuje od organizacije do organizacije.  Pri pripravi sistemizacije sledimo vnaprej postavljenim ciljem, ki so skladni s potrebami organizacije. Nato s proučevanjem organizacije zberemo potrebne podatke za izdelavo sistemizacije. Pri tem uporabljamo različne metode, na primer vprašalnik, intervju ali sistematično opazovanje.   Osnova za sistemiziranje delovnih mest je delovna naloga, v katero se povezujejo opravila, vezana na določeno področje.   Zbrani podatki služijo kot osnova za izdelavo Pravilnika o sistemizaciji delovnih mest in opisa delovnih mest. Ko sistemizacijo sprejmemo je potrebno tudi njeno stalno izpopolnjevanje. 